# Campo do Vao
Le Campo do Vao, également surnommé le O Vaio, est un stade de football espagnol situé dans la ville de Vigo, en Galice.
Le stade, doté de 2 000 places et inauguré en 1991, sert d'enceinte à domicile à l'équipe de football du Coruxo Fútbol Club.

## Histoire
Le stade, situé dans la paroisse de Corujo de la ville de Vigo, ouvre ses portes en 1991.
Jusqu'en octobre 2020, O Vao avait une capacité de 1 500 places, avant d'être augmentée à 2 000.